# 아보트다이커
아보트다이커 (Cephalophus spadix)는 숲에서 서식하는 대형 영양의 일종으로 탄자니아의 일부 지역에 고립적으로 산재되어 발견된다. 노란등다이커의 아종으로 추정되기도 한다. 2003년에 처음 사진이 찍힐만큼 아주 보기 드문 희귀종이다.